# Hochmoor (Gescher)
Hochmoor ist ein Stadtteil der Stadt Gescher im Kreis Borken in Nordrhein-Westfalen. Es liegt im westlichen Münsterland im Regierungsbezirk Münster.

## Geschichte
Die Geschichte des Ortes begann mit dem systematischen Abbau von Torf, der 1906 im Süden von Tungerloh-Pröbsting startete. Aus der zum Torfwerk gehörigen Arbeitersiedlung entwickelte sich der heutige Ortsteil. Im Jahr 1912 wurde eine Volksschule im Ort errichtet. Nach dem Zweiten Weltkrieg kamen hier Vertriebene aus den ehemaligen deutschen Ostgebieten unter. Der bis 1969 zu Tungerloh-Pröbsting gehörende Ort wurde 1969 Teil der Gemeinde Gescher. Im Jahr 1972 fand die Einweihung des Hochmooraner Friedhofes statt, drei Jahre später folgte die Einweihung der St.-Stephanus-Kirche. Aus dem Schulgebäude entstand 1983 das Heimathaus, das vom Heimatverein Hochmoor betrieben wird.
Bis 1987 war in Hochmoor eine Außenstelle der Justizvollzugsanstalt Münster untergebracht.
Der Ortsname geht auf das Weiße Venn zurück. Dieses Hochmoor war bis Mitte des letzten Jahrhunderts das größte Moorgebiet Westfalens. Heute ist es weitgehend trockengelegt. In Ortsnähe sind mit der Fürstenkuhle und dem Feuchtwiesengebiet des Kuhlenvenns zwei Überbleibsel des Weißen Venns als Naturschutzgebiet ausgewiesen.

## Kultur und Wirtschaft
Sehenswert sind im Ort das Heimathaus, der Naturpark Hochmoor und die St.-Stephanus-Kirche. Des Weiteren existiert ein Ehrenmal zur Erinnerung an das Schicksal der Zwangsarbeiter in Gescher und Hochmoor, dessen Einweihung 2010 stattfand. Die Parkanlage Grüne Mitte Hochmoor wurde 2011 eröffnet.
In Hochmoor befinden sich eine katholische Grundschule mit etwa 100 Schülern sowie der St.-Stephanus-Kindergarten mit etwa 75 Kindern. Das Industrieunternehmen Ruthmann hat seinen Firmensitz in Hochmoor.